# 志和町内
志和町内（しわちょううち）とは、広島県東広島市の大字。全域で住居表示未実施である。

## 概要
「山間の内ところ」という地名の由来通り、山間部に志和地区市街地から独立した集落を形成している。
町内全体を通して標高差が大きく、これを利用して棚田が形成されている。かつては石垣積みの小規模な田であったが、1990年代に圃場整備が実施され、土坡の棚田となり生産効率が向上した。
旧東志和村の一部である。

## 沿革
- 1889年（明治22年）4月1日 - 町村制施行。賀茂郡内村と志和東村が合併し、東志和村が発足する。内村は「内」として東志和村の大字となる[2][4]。
- 1955年（昭和30年）8月1日 - 西志和村、志和堀村、東志和村が合併し、志和町が発足。内は志和町の大字となる[2][4]。
- 1974年（昭和49年）4月20日 - 志和町が周辺3町と合併し、東広島市が発足。内は「志和町内」として東広島市の大字となる[2][5]。

## 交通

### 鉄道
町内に鉄道は通っていない。最寄り駅はJR山陽本線の八本松駅である。

### バス
町内にバス路線は通っていない。志和町志和東もしくは八本松町篠のバス停が最寄りとなる。

### 道路

#### 主要地方道
- 広島県道80号東広島向原線
- 広島県道33号瀬野川福富本郷線

上記2路線は町内から重複区間に入る。

## 施設・名所など

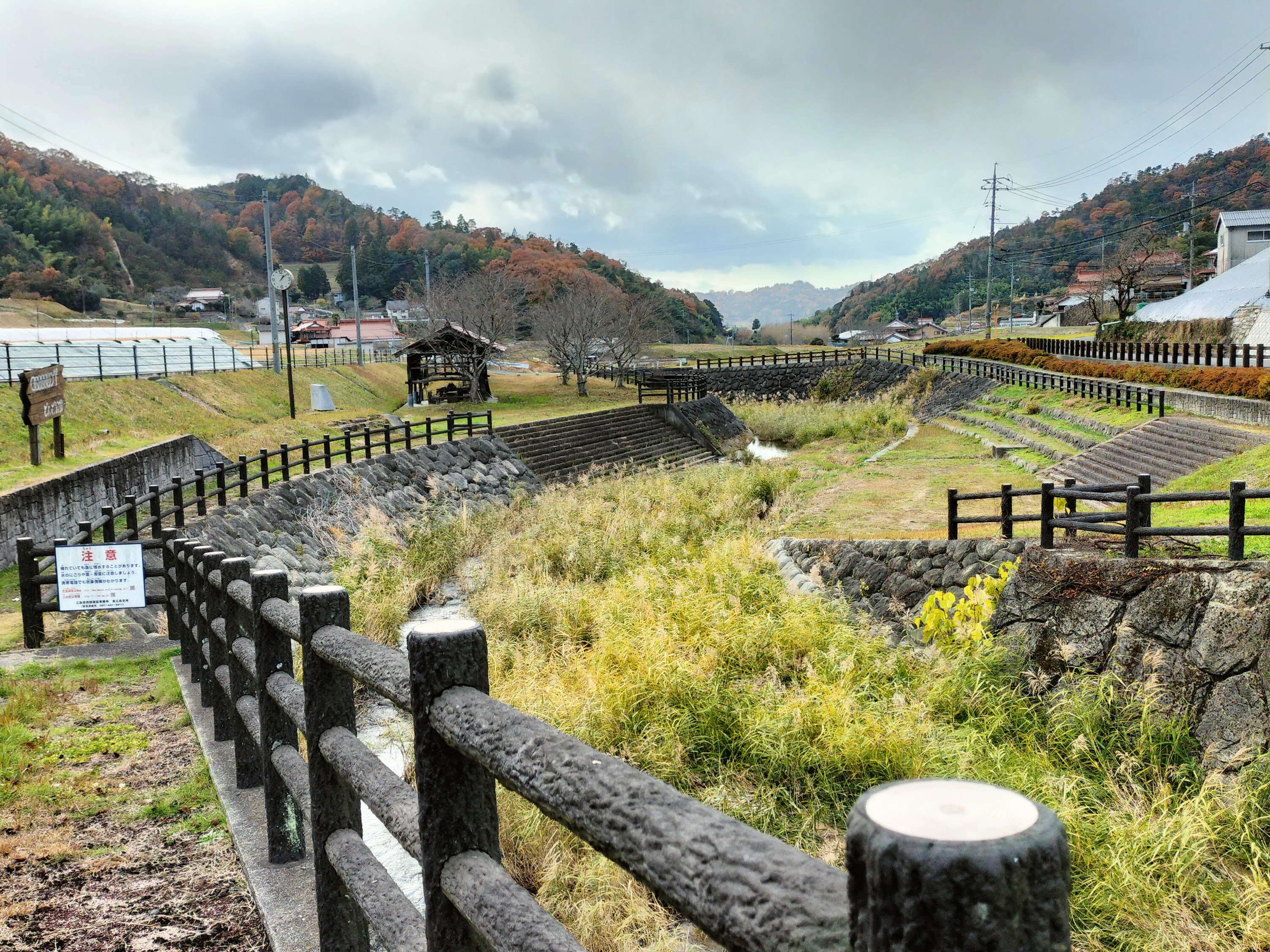
内川河畔に設置されているどんど公園

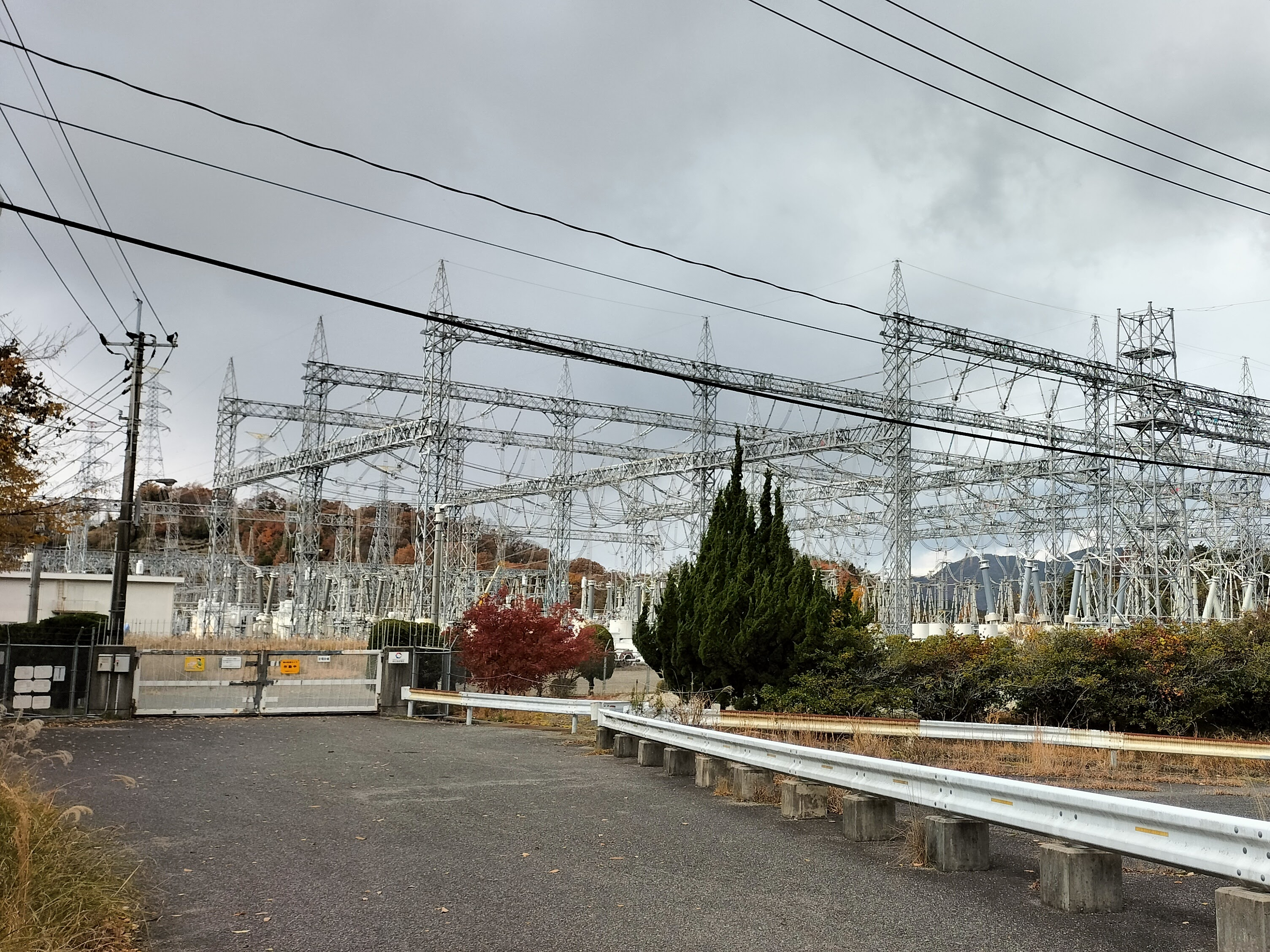
新広島変電所

- 西方寺
- 寺山城跡
- どんど公園
- 中国電力ネットワーク新広島変電所

## 学区
公立小・中学校に通学する場合、志和小学校および志和中学校に通学することになる。

## 世帯数・人口
2024年（令和6年）10月末時点での世帯数は135世帯、人口は265人である。

## 面積
2020年時点での面積は9.199121732km2である。